# Себастьєн Сіані
Себастьєн Сіані (фр. Sébastien Siani, нар. 21 грудня 1986, Дуала) — камерунський футболіст, півзахисник клубу «Остенде».
Виступав, зокрема, за клуби «Андерлехт», «Сент-Трюйден» та «Брюссель», а також національну збірну Камеруну.

## Клубна кар'єра
У дорослому футболі дебютував 2004 року виступами за команду клубу «Юніон Дуала», в якій провів один сезон. 
Своєю грою за цю команду привернув увагу представників тренерського штабу клубу «Андерлехт», до складу якого приєднався 2005 року. Відіграв за команду з Андерлехта наступний сезон своєї ігрової кар'єри.
Згодом з 2006 по 2008 рік грав у складі команд клубів «Зюлте-Варегем» та «Юніон».
У 2008 році уклав контракт з клубом «Сент-Трюйден», у складі якого провів наступні два роки своєї кар'єри гравця. Більшість часу, проведеного у складі «Сент-Трюйдена», був основним гравцем команди.
З 2010 року три сезони захищав кольори команди клубу «Брюссель». Граючи у складі «Брюсселя» також здебільшого виходив на поле в основному складі команди.
До складу клубу «Остенде» приєднався 2013 року. Відтоді встиг відіграти за команду з Остенде 113 матчів в національному чемпіонаті.

## Виступи за збірну
У 2015 році дебютував в офіційних матчах у складі національної збірної Камеруну. Наразі провів у формі головної команди країни 15 матчів, забивши 2 голи.
У складі збірної був учасником Кубка африканських націй 2017 року у Габоні.

## Досягнення
- Чемпіон Бельгії (1):

«Андерлехт»:  2005–06
- Володар Суперкубка Бельгії (1):

«Андерлехт»:  2006
- Чемпіон Африки (1):

Камерун:  2017